# Distretto di Cuiluan
Il distretto di Cuiluan (翠峦区S, Cuìluán QūP) è un distretto della Cina, situato nella provincia di Heilongjiang e amministrato dalla prefettura di Yichun.